# Беатрис дьо Бурбон
Беатрис дьо Бурбон (на чешки: Beatrice Bourbonská; * пр. 1320; † 23 декември 1383 в Данвилер) от Династия Бурбони е кралица на Бохемия (1334 – 1346) и графиня на Люксембург като втора съпруга на крал Ян Люксембургски.

## Произход
Тя е дъщеря на херцог Луи I дьо Бурбон (* 1279, † 1341) и на Мария д'Авен (* 1280, † 1354). Нейният баща е един от най-богатите френски благородници: той е господар на Бурбон (1310 – 1327), граф на Клермон ан Бовези (1310 – 1327), Велик камерхер на Франция от 1312 г., граф на Ла Марш от 1327 г., 1-ви херцог на Бурбон и пер на Франция от 1327, господар на Божоле, граф на Л’Ил-Журден, виконт на Карла, на Мюра и на Шателро, господар на Шато Шинон, френски принц и военачалник.
Има трима братя и четири сестри:
- Пиер I (* 1311 † 135), 2-ри херцог на Бурбон от 1341 г., съпруг на Изабела дьо Валоа
- Жана (* 1311, † 1402), съпруга на Гиг VII, граф на Форез
- Маргарита (* ок. 1315, † 1370), съпруга на Жан II дьо Сюли, господар на Сюли, и на Ютин, господар на Вермей
- Мария (* 1315 † 1387), съпруга на Ги дьо Лузинян, княз на Галилея, и на Робер Анжуйски от Таранто (* 1326 † 1364), княз на Таранто
- Филипа (* 1316 † сл. 1327)
- Жак (* 1318, † ?)
- Жак I (* 1319, † 1362), граф на Ла Марш (1342 – 1361), граф на Понтийо (1351 – 1360), конетабъл на Франция (1354 – 1356) и френски военачалник от времето на Стогодишната война, основател на кадетската линия Бурбон-Ла Марш и прародител на краля на Франция Анри IV.

Освен това има двама полубратя и две полусестри от извънбрачна връзка на баща ѝ.

## Биография
През есента на 1334 г. във френския двор младата принцеса среща овдовелия от 4 години Ян Люксембургски, който е с 25 години по-възрастен от нея. Тя се омъжва за него през декември 1334 г. във Венсенския замък. Поради факта, че младоженците са в неприемливо близко семейно роднинство, те трябва да поискат специално разрешение от папа Бенедикт XII, което е дадено в Авиньон на 9 януари 1335 г. Съгласно условията на брачния договор, ако на двойката се роди син, то към него преминава Графство Люксембург и свързаните с него земи. Другите синове на Ян – Карл и Йохан Хайнрих не са информирани за условията на този договор.
На 2 януари 1336 г. Беатрис пристига в Кралство Бохемия. Не харесва страната и не научава езика. Там тя трябва да се изправи срещу друга френскоговореща жена – съпругата на най-големия ѝ полусин Бланш дьо Валоа (по това време – маркграфиня на Моравия). Беатрис постоянно е сравнявана с Бланш и сравнението най-често не е в нейна полза; освен това хората са обидени от нейната студенина, изолация и нежелание да научи чешки език. Въпреки факта, че когато се ражда единственият син на Беатрис, Венцел, той е кръстен на светеца-покровител на Пршемисловците – Свети Вацлав, това не добавя към нейната популярност и когато три месеца по-късно, на 18 май 1337 г., тя е коронясана като кралица на Чехия катедралата „Свети Вит“,. Това събитие не предизвиква голям интерес сред обществеността.
През юни 1337 г. Беатрис се завръща в Люксембург и след това рядко посещава Бохемия. На 26 август 1346 г. съпругът ѝ загива в битката при Креси. Синът му Карл IV, който наследява чешката корона, потвърждава условията на брачния договор на баща си и Беатрис получава завинаги земя в Графство Ено, рента от 4000 ливри (идваща от Графство Клермон, което принадлежи на баща ѝ), както и градовете Арлон, Марвил и Дамвилер. Този имот трябва да се използва не само за нейни нужди, но и за обучението на сина ѝ. Остава ѝ цялото движимо имущество и доходи от мините в Кутна Хора.
През 1347 г. Беатрис се жени втори път – за Ед II дьо Гранси, но няма деца. Тя запазва титлата си на кралица на Бохемия. Скоро организира годежа на сина си Венцел с вече овдовялата 15-годишна Жана, наследницата на херцога на Брабант Жан III. Четири години по-късно, на 17 май 1351 г. в Дамвилер, двамата сключват брак.
Въпреки цялото внимание, оказано на Беатрис, доведеният ѝ син Карл IV отлага признаването на инвеститурата на Венцел като граф на Люксембург до 1353 г., а на 13 март 1354 г. Графство Люксембург става херцогство.
На 7 август 1374 г. кралят на Франция Шарл V дава града и замъка Бар сюр Об на Беатрис и на съпруга ѝ Ед.
Беатрис умира на 25 декември 1383 г. в Дамвилер на 62 – 63 години, надживявайки както собствения си син (с 16 дни), така и всичките си доведени деца. Погребана е в църквата на Йезуитите (днес несъществуваща) на ул. „Сен Жак“ в Париж, а нейното изображение е в Абатство „Сен Дени“.

## Брак и потомство
Омъжва се два пъти:
1.∞ декември 1334 във Венсенския замък за Ян Люксембургски (* 10 август 1296, † 26 август 1346), граф на Люксембург (1313 – 1346), маркграф на Моравия (1311 – 1333), крал на Бохемия (1310 – 1346) и титулуван крал на Полша (1310 – 1335)., от когото има един син:
- Венцел I Люксембургски (* 1337, † 1383), граф и херцог на Люксембург от 1353 г., ∞ 1352 в Дамвилер за Йохана (1322 – 1406), дъщеря и наследничка на Йоан III, херцог на Брабант и Лимбург, от която няма деца. Има един извънбрачен син.

2. ∞ 1347 за Ед II дьо Гранси, господар на Гранси и Пиерпон, от когото няма деца.